# Moxostoma lacerum
Espèce
Moxostoma lacerum est une espèce éteinte de poissons de la famille des Catostomidae.

## Description
Moxostoma lacerum est un poisson à nageoires rayonnées pouvant mesurer jusqu'à 31,3 cm, queue non comprise. Sa lèvre inférieure est presque coupée en deux, ce qui constitue une remarquable adaptation pour brouter les algues.  

## Habitat
L'espèce a comme préférence les cours d'eau chauds moyens à grands avec de faibles niveaux de limon. Ce poisson est originaire des bassins hydrographiques de la région du Midwest. 

## Extinction
L'envasement, ou pollution des sédiments, de leur habitat causée par la déforestation et le défrichage des terres pour l'agriculture est souvent cité comme la cause de l'extinction rapide de l'espèce. Il a été vu pour la dernière fois en 1893[réf. à confirmer].

## Systématique
Le nom valide complet (avec auteur) de ce taxon est Moxostoma lacerum (Jordan & Brayton (d), 1877).
L'espèce a été initialement classée dans le genre Lagochila sous le protonyme Lagochila lacera Jordan & Brayton, 1877,.
Lagochila lacera Jordan & Brayton, 1877 est un synonyme taxinomique de cette espèce.

### Étymologie
Son épithète spécifique, du latin lacerum, « déchiré(e) », fait référence à sa lèvre inférieure fendue.

### Publication originale
- (en) David S Jordan et A W Brayton, « On Lagochila, a New Genus of Catostomoid Fishes », Proceedings of the Academy of Natural Sciences of Philadelphia, Philadelphie, Académie des sciences naturelles de Philadelphie, vol. 29, no 1,‎ 1877, p. 280-283 (ISSN 0097-3157 et 1938-5293, OCLC 1382862, JSTOR 4060216, lire en ligne).